# Erich Schmid
Erich Schmid   (Balsthal, 1 de gener de 1907 - Zúric, 17 de desembre de 2000) va ser un director i compositor suís.

## Biografia
Schmid va créixer com a fill del pastor protestant de Balsthal i va assistir a l'escola de professors de Solothurn de 1922 a 1926. Allà va rebre lliçons de Max Kaempfert. Després de treballar breument com a professor de primària, Schmid va assistir al Conservatori Hoch de Frankfurt del Maine (va estudiar amb Bernhard Sekles, Fritz Malata i Hermann von Schmeidel (1894–1953)). Del 1928 al 1932 va ser becari de la Fundació Mozart (Frankfurt), i les seves primeres obres es van emetre a la ràdio. Estimulat per aquests èxits, va decidir assistir a la classe magistral d'Arnold Schönberg a Berlín del 1931 al 1933. Després de tornar a Suïssa per motius polítics i financers, va assumir el càrrec de director musical a Glaris el 1934, succeint a Jacob Gehring, càrrec que va ocupar fins al 1949. A partir del 1940, la seva obra compositiva va passar a un segon pla a favor de la direcció l'any 1949 va poder assumir la direcció de l'Orquestra Tonhalle de Zuric, i del 1950 al 1974 també va ser director del Cor Mixt de Zuric (Gemischter Chor; Zuric). Va renunciar al lideratge de l'Orquestra Tonhalle el 1956 i després va dirigir la Beromünster Radio Orchestra fins al 1970. També va exercir una plaça de professor a l'Acadèmia de Música de la Ciutat de Basilea de 1963 a 1973 en l'assignatura de direcció. Nombrosos compromisos de direcció el van portar a Anglaterra, Israel, Hongria, Alemanya, Dinamarca i altres països. El 1990, la ciutat de Zuric li va concedir la Medalla Hans Georg Nägeli.

## Obra
- Sonatina, op. 1 (1929) per a violí i piano
- Suite, op. 2 (1929/30) per a mezzosoprano i orquestra de cambra
- Tres moviments, op 3 (1930/36) per a orquestra; Document sonor Radio Symphony Orchestra Basel, director Mark Andreas Schlingensiepen; City Casino Basilea, 11 de setembre de 1993; a: Fonoteca Svizzera Lugano (BSFILE20887) https://www.fonoteca.ch/cgi-bin/oecgi4.exe/inet_fnbasedetail?REC_ID=20887.046&LNG_ID=DEU
- String Quartet, op. 4 (1930–1931/34) (In modo classico) per a quartet de corda
- Trio, op. 5 (1931) per a clarinet, violoncel i piano
- Sis peces, op. 6 (1932) per a piano
- Suite núm. 1, op 7 (1931) per a orquestra de vent
- Dos moviments (Sonatina II), op 8 (1932–1938) per a violí i piano
- Dedicacions, op. 9 (1933–1935). Cinc peces petites per a piano
- Notturno, op. 10 (1935) per a oboè, clarinet baix, violí i violoncel
- Rapsodia, op. 11 (1936) per a clarinet i piano
- Tres cançons, op. 12 (1938–1941) per a baríton i piano
- Concert de casa petita, op. 13 (1937–1940). Dotze peces per a diferents instruments
- Cinc Bagatelles, op 14 (1943) per a piano
- Quatre Cors, op 15 (1930–1940) per a cor a capella
- Mura, op. 16 (1955). Petit trio per a flauta, violí i violoncel